# Valencia, Venezuela
Valencia är en stad i norra Venezuela, och är den administrativa huvudorten för delstaten Carabobo. Den är belägen strax väster om Valenciasjön, landets näst största insjö. Valencia grundades av spanjorerna den 22 mars 1555 under namnet Nuestra Señora de la Asunción de Nueva Valencia del Rey. Folkmängden uppgår till cirka 900 000 invånare, med cirka 1,5 miljoner invånare i storstadsområdet.

## Administrativ indelning
Staden består av åtta socknar (parroquias):
- Candelaria
- Catedral
- El Socorro
- Miguel Peña
- Rafael Urdaneta
- San Blas
- San José
- Santa Rosa

Hela kommunen omfattar staden samt ytterligare en socken (Negro Primero).

## Storstadsområde
Storstadsområdet omfattar fem kommuner:
- Libertador (centralort Tocuyito)
- Los Guayos
- Naguanagua
- San Diego
- Valencia

Folkmängden uppgår till cirka 1,5 miljoner invånare, vilket gör det till landets tredje folkrikaste storstadsområde efter Caracas och Maracaibo. Valencias snabbspårväg förbinder Valencia med de andra orterna i regionen. Området gränsar till Maracays storstadsområde på andra sidan Valenciasjön.